# Sophie Audier
Sophie Audier est une scripte et réalisatrice française.

## Biographie
Sophie Audier est diplômée de la Fémis (promotion 1997, département « scripte »).
Elle a réalisé un long métrage documentaire, Les Chèvres de ma mère, sorti en 2014 et récompensé la même année par le grand prix du jury au Festival 2 Valenciennes, avant d'être nommé en 2015 pour le César du meilleur documentaire.
Elle est membre du collectif 50/50 qui a pour but de promouvoir l’égalité des femmes et des hommes et la diversité dans le cinéma et l’audiovisuel,.

## Filmographie
- 1998 : Dis-moi, mon charbonnier (moyen métrage)
- 2014 : Les Chèvres de ma mère